# 朱利奥·杜黑
朱利奧·杜黑（義大利語：Giulio Douhet，1869年5月30日—1930年2月15日），義大利空權理論家，義大利陸軍少將。出生於卡塞塔（靠近那不勒斯）。1921年發表了《制空論》（義大利語：Il Dominio dell'Aria）一書成為近代空權軍事觀念的先驅。

## 理論
《制空論》書中強調，空權是施展於空中、能夠飛越地面的武力，所以足以使海面與陸面武力屈服。取得空權就是勝利。而天空因為太遼闊而無法防守，所以唯一防守制空權的方式就是進攻。只有以空中轟炸消滅敵軍的空中武力才能取得空權。
實際情況是，制空權的奪取自是依靠進攻，守住制空權卻並非強調「進攻」。因為防空雷達（杜黑本人預料之外的偵測儀器）的利用使防守制空權的手段不需過度強調「進攻」，卻可以使本國的空軍留在本土上空防禦，而不需冒著被地面砲火和敵人空軍的雙重威脅，強行打擊敵人空中武力以守住空權。
杜黑還相信轟炸打擊士氣的作用，他認為空權摧毀國家的「生命中樞」就會打擊民眾的意志。陸軍在飛機之前無用，因為飛機能夠飛過陸軍攻擊政府、軍隊與產業。在杜黑的這個戰略中目標選擇是關鍵，空權指揮官的才能也全看其目標的選擇。合適的目標隨情況而變，但杜黑列出五項基本目標：工業、運輸建設、通訊、政府以及「人民的意志」。空權的掌握上，杜黑過度強調轟炸機的力量，但戰鬥機才真正是制空權的核心，轟炸機則是制空權的有效應用手段（用以打擊敵人有生力量）。
最後一項對杜黑特別重要，因為他相信總體戰的概念。他認為在交戰時所有國民都在前線上，而國民會被都市轟炸嚇怕。他還在另一本書中假想過一場德國對法國比利時聯軍的戰爭，德國在對方動員陸軍前就以大量轟炸將對方城市夷為平地。由於轟炸的效果駭人，杜黑相信一方只要失去空權就會認輸以避免轟炸。換句話說，空權的爭奪就決定一場戰爭。
此種對於空軍戰略攻擊的堅持使杜黑忽略防空與空軍提供陸軍支援的可能。杜黑在《制空論》第二版中堅持此種空軍是無用、無必要而且有害的。他提議建立一支獨立的空中部隊，由長程、載重的轟炸機組成。他認為這種轟炸機難以攔截（直到B-2以後才有匿蹤轟炸機），但是同意可用另一個部隊來護航。他認為轟炸不必準確，大量投下炸彈、燒夷彈、毒氣彈就足以毀滅城市。
雖然一開始無人回應，《制空論》再版時受到海軍與陸軍人士的猛烈抨擊。而要再過20年，到二次大戰他的理論才得以一一驗證。他誇大了轟炸的效果，對於毀滅城市所需的火力的估算也過度樂觀。他對於轟炸打擊國民的士氣的作用更是高估。由二次大戰中不列顛戰役、盟軍對歐洲西線與日本的戰略轟炸證明與修正杜黑的理論。（參看：戰略轟炸）
義大利之外，對於杜黑的理論的評價不一。《制空論》在英國不受重視，英國空軍沒有要求必讀此書。但是在法國、德國以及美國，此書很受重視，也在這些國家進一步討論與傳播這些理論。
杜黑支持墨索里尼，並且在義大利法西斯政府中得勢；但是他很快辭職，繼續著作直到1930年心臟病過世。他的很多預測都沒實現，直到核武器誕生才開始有討論。但是他提倡的「空權、恐怖轟炸、攻擊生命中樞」三項指導原則今日仍然受空軍重視。